# 藤高俊彦
藤高 俊彦（ふじたか としひこ、1959年4月18日 - ）は、元社会人野球選手（投手）。右投右打。

## 概要・人物
伊香高校では、3年時に1977年春の選抜に出場。1回戦で桜美林高に敗退するが、好投手として注目を集める。同年夏は県大会準決勝で長浜商工をノーヒットノーランで降す。しかし決勝では比叡山高に敗れ、福滋大会には出場できなかった。
卒業後は社会人野球の新日本製鐵広畑へ入社。1981年の都市対抗に西村基史と投の二本柱として出場。1完封1完投を含む3勝をあげ、東芝との準決勝でも先発するが、佐々木二三男（清工建設から補強）、黒紙義弘の継投に抑えられ敗退。1981年ドラフト5位で西武ライオンズと阪急ブレーブスの2球団から重複指名を受け、抽選により西武が交渉権を獲得したが、藤高本人は入団を拒否。1983年の都市対抗でも準決勝に進出、西村をリリーフし東芝の池田親興（日産自動車から補強）、川端順と投げ合うがまたもや敗退した。同年9月のアジア野球選手権（ロス五輪アジア予選を兼ねる）日本代表に選出される。同年10月の社会人野球日本選手権も準決勝に進むが、住友金属に惜敗。その後も10年連続を含めて通算13回の都市対抗野球大会出場等アマチュアで活躍した。引退後は新日鉄広畑でコーチを務めた。
1981年ドラフトで西武として初の入団拒否となったが、ドラフト前からその旨を表明しており、その理由として「身体が固いため、故障しやすい」、「技術がまだプロで通用するとは思わない」、「性格的にプロ向きでない」の3つを本人は挙げていた。西武の担当スカウトで高校時代から注目していた浦田直治は、「西武の投手陣の高齢化」「1位指名（伊東勤）と同じ契約金を出す、「高卒だと会社にいても出世できないだろう」などや様な口説き文句を並べ、さらに引退後に西武グループの企業に就職させるなど身分保障の条件も提示したが、本人の気持ちは変わらず、結局は入団には至らなかった。